# Euagrotis lubricans
Euagrotis lubricans är en fjärilsart som beskrevs av Achille Guenée 1852. Euagrotis lubricans ingår i släktet Euagrotis och familjen nattflyn. Inga underarter finns listade i Catalogue of Life.